# Ђуро Ђурановић
Ђуро Ђурановић је био српски национални радник у Боки которској из 19. вијека.

## Живот
Лазар Томановић га спомиње као грађанина перашког и ријетког Србина, неуморног радника око православне општине перашке. Подигао је и украсио српску православну цркву Рођења Пресвете Богородице, довео је свештеника, а отворио је и српску школу у Перасту. Све је то учинио уз велике напоре. Иако невин, окован је у гвожђе 1859. године, јер је био црногорски агент. Као највећи злочинац је спроведен у Котор. Народ је због тога био огорчен и успјели су, осмог дана од хапшења, да га спасу од вјешала. Петар II Петровић Његош је боравио и у његовој кући када је био у Перасту. Та кућа је високо изнад Боке са широким погледом од Верига до Ловћена. У њој је Његош написао љубавну пјесму Ноћ вриједна вијека. Кућа Ђурановића је већих дименија, скромније архителтуре, а до ње од мора води 100 степеница.
Капетан Ђурановић је умро у Перасту највероватније почетком 1871. године, а његова смрт помиње се у другом броју часописа Црногорац, уз поруку „честити Србине, вјечна ти памет!”.